# El Gouna Football Club
L'El Gouna Football Club (in arabo نادي الجونة لكرة القدم‎?), noto come El Gouna, è una società calcistica egiziana di El Gouna, insediamento turistico a 20 km da Hurghada. Milita nella Prima Lega, la massima divisione del campionato egiziano di calcio.

## Storia
Fondato nel 2003, il club esordì nel 2003-2004 vincendo il campionato egiziano di quarta divisione e ottenendo la promozione in Terza Divisione, per poi vincere anche il campionato di terza serie e approdare così in Seconda Divisione nel 2005. Al termine della stagione 2008-2009 ottenne per la prima volta la promozione nella massima serie egiziana.

## Palmarès

### Competizioni nazionali
- Campionato egiziano di seconda divisione: 2

2017-2018 (gruppo A), 2022-2023 (gruppo A)

## Organico

### Rosa 2021-2022
Aggiornata all'8 settembre 2021.
| N. |                           | Ruolo | Calciatore               |
| -- | ------------------------- | ----- | ------------------------ |
| 1  | Egitto (bandiera)         | P     | Mahmoud El Gharabawy     |
| 2  | Egitto (bandiera)         | P     | Islam Tarek              |
| 3  | Egitto (bandiera)         | D     | Mostafa El Safty         |
| 5  | Egitto (bandiera)         | D     | Louay Wael               |
| 7  | Egitto (bandiera)         | A     | Mahmoud Shabrawy         |
| 8  | Costa d'Avorio (bandiera) | A     | Amoory                   |
| 9  | Egitto (bandiera)         | A     | Mohamed Ragab            |
| 10 | Egitto (bandiera)         | A     | Islam Roshdi             |
| 11 | Egitto (bandiera)         | A     | Omar El Said             |
| 12 | Egitto (bandiera)         | C     | Ahmed Amer               |
| 13 | Camerun (bandiera)        | D     | Joseph Ngwen             |
| 14 | Camerun (bandiera)        | D     | Nour El Sayed (capitano) |
| 15 | Egitto (bandiera)         | A     | Mohamed Abdelgawad       |
| 16 | Egitto (bandiera)         | P     | Ahmed Adel               |

| N. |                    | Ruolo | Calciatore        |
| -- | ------------------ | ----- | ----------------- |
| 17 | Egitto (bandiera)  | C     | Amr Barakat       |
| 18 | Egitto (bandiera)  | C     | Islam Abdelnaim   |
| 19 | Egitto (bandiera)  | A     | Naser Naser       |
| 20 | Uganda (bandiera)  | D     | Allan Kyambadde   |
| 23 | Egitto (bandiera)  | D     | Mohamed Naguib    |
| 30 | Egitto (bandiera)  | D     | Amr El Saadawy    |
| 33 | Egitto (bandiera)  | D     | Zeyad El Geushy   |
| 99 | Egitto (bandiera)  | A     | Karim El Tayeb    |
|    | Egitto (bandiera)  | D     | Mahmoud El Gazzar |
|    | Egitto (bandiera)  | A     | Islam Mohareb     |
|    | Egitto (bandiera)  | D     | Abdo Samy         |
|    | Etiopia (bandiera) | C     | Shimelis Bekele   |
|    | Egitto (bandiera)  | A     | Karim Tarek       |